# Casa do Bispo (Rio de Janeiro)
A Casa do Bispo é um casarão localizado no município do Rio de Janeiro no bairro do Rio Comprido do século XVIII tombado pelo órgão Instituto do Patrimônio Histórico e Artístico Nacional (IPHAN) em 15 de julho de 1938.

## Histórico
A antiga residência dos Bispos do Rio de Janeiro fazia parte de terras usadas para plantação de cana-de-açúcar no atual bairro do Rio Comprido que pertenciam aos Jesuítas e que foram doadas aos monges por Estácio de Sá em 1565.
Foi construída pelo engenheiro José Fernando Pinto Alpoim no início do século XVIII e adquirida em 1765 por Francisco Xavier de Carvalho que doou a propriedade para o Bispo D. Frei Antônio do Desterro, responsável por transformar a sede em um seminário em 1873.
No ano de 1891, seu nome foi mudado para Seminário São José, instituição que perdurou até a década de 1980, quando foi adquirido pela Fundação Roberto Marinho e hoje pertence a fundação.

## Atualidade
No ano de 2002, a Fundação Roberto Marinho mudou-se para o prédio. Além da filantropia e atividades culturais, o prédio serve para alguns dos estúdios do Canal Futura.

## Arquitetura
A edificação apresenta arquitetura colonial característica das chácaras setecentistas do Rio de Janeiro. Apresenta varanda na fachada e pátio central, ambos providos de colunas toscanas de alvenaria, com acesso por meio de escada em dois lances. Possui arcaria no térreo e janelas de púlpito no sobrado.
Apesar do processo de tombamento pelo Instituto do Patrimônio Histórico e Artístico Nacional (IPHAN) em 1938, quando a Fundação Roberto Marinho comprou o prédio, o local tinha um aspecto de abandono e a Fundação teve de restaurar e recuperar boa parte do casarão.